# Lijst van oorlogsmonumenten in Renkum
De Nederlandse gemeente Renkum heeft 39 oorlogsmonumenten. Hieronder een overzicht. Zie ook Lijst van Stolpersteine in Renkum.
| Nr.                             | Object                                                                                 | Herdachte groep | Ontwerper                                           | Onthulling        | Type               | Locatie                                   | Plaats     | Coördinaten                   | Foto                                                |
| ------------------------------- | -------------------------------------------------------------------------------------- | --- | --------------------------------------------------- | ----------------- | ------------------ | ----------------------------------------- | ---------- | ----------------------------- | --------------------------------------------------- |
| 121                             | Gedenksteen bij de N.H. kerk                                                           | geallieerde militairen |                                                     | 23 september 1990 | gedenksteen        | Benedendorpseweg 134, 6862 WN             | Oosterbeek | 51° 58' 42" NB, 5° 50' 17" OL | Meer afbeeldingen                                   |
| 122                             | Airborne-monument                                                                      | geallieerde militairen, overig | Ir. D.C. van Stuyvenberg                            |                   | gedenkbank         | Parallelweg, 6874 BH                      | Wolfheze   | 52° 0' 26" NB, 5° 46' 59" OL  | Meer afbeeldingen                                   |
| 306                             | Gedenkbank bij 'De Westerbouwing'                                                      | geallieerde militairen, overig |                                                     | 16 september 1994 | gedenkbank         | Westerbouwing 1, 6862 VV                  | Oosterbeek | 51° 58' 33" NB, 5° 49' 21" OL |                                                     |
| 307                             | Gedenkbank bij het 'Airborne-monument'                                                 | geallieerde militairen, overig |                                                     | 22 september 1974 | gedenkbank         | Utrechtseweg 232, 6862 AZ                 | Oosterbeek | 51° 59' 18" NB, 5° 49' 58" OL |                                                     |
| 308                             | Gedenkbank aan de Ginkelseweg                                                          | geallieerde militairen |                                                     | 18 september 1992 | gedenkbank         | Ginkelseweg 14                            | Renkum     | 51° 59' 18" NB, 5° 45' 24" OL | Gedenkbank aan de Ginkelseweg                       |
| 309                             | Gedenkbank aan de Utrechtseweg                                                         | geallieerde militairen, overig |                                                     | 18 september 1999 | gedenkbank         | Utrechtseweg 232, 6862 AZ                 | Oosterbeek | 51° 59' 18" NB, 5° 49' 58" OL | Meer afbeeldingen                                   |
| 310                             | Gedenkzuil aan de Utrechtseweg                                                         | geallieerde militairen |                                                     |                   | zuil               | Utrechtseweg 192, 6862 AZ                 | Oosterbeek | 51° 59' 16" NB, 5° 50' 23" OL | Gedenkzuil aan de Utrechtseweg                      |
| 311                             | Gedenkzuil aan de Pieterbergseweg                                                      | geallieerde militairen, overig |                                                     |                   | zuil               | Pieterbergseweg, 6862 BS                  | Oosterbeek | 51° 59' 5" NB, 5° 50' 13" OL  | Gedenkzuil aan de Pieterbergseweg                   |
| 312                             | Gedenkzuil aan de Dreijenseweg                                                         | geallieerde militairen, overig |                                                     |                   | zuil               | Dreijenseweg to 25                        | Oosterbeek | 51° 59' 55" NB, 5° 50' 38" OL | Gedenkzuil aan de Dreijenseweg                      |
| 313                             | Gedenkzuil bij de N.H. kerk                                                            | geallieerde militairen |                                                     |                   | zuil               | Benedendorpseweg 134, 6862 WN             | Oosterbeek |                               | Gedenkzuil bij de N.H. kerk                         |
| 314                             | Gelderland-monument                                                                    | geallieerde militairen, overig |                                                     | 14 september 1994 | gedenksteen        | Utrechtseweg 232, 6862 AZ                 | Oosterbeek | 51° 59' 18" NB, 5° 49' 58" OL | Meer afbeeldingen                                   |
| 315                             | Jack Baskeyfield-tree                                                                  | geallieerde militairen, overig |                                                     | 20 september 1996 | boom               | Acacialaan 37, 6862 XB                    | Oosterbeek | 51° 58' 46" NB, 5° 51' 6" OL  | Jack Baskeyfield-tree                               |
| 316                             | Brits ereveld (Airborne War Cemetery)                                                  | geallieerde militairen |                                                     |                   | begraafplaats/graf | Van Limburg Stirumweg, 6861 WL            | Oosterbeek | 51° 59' 40" NB, 5° 51' 4" OL  | Meer afbeeldingen                                   |
| 317                             | Dorset-terras                                                                          | geallieerde militairen, overig |                                                     | 20 september 2001 | gedenksteen        | Westerbouwing 1, 6862 VV                  | Oosterbeek | 51° 58' 33" NB, 5° 49' 21" OL | Dorset-terras                                       |
| 318                             | Monument aan de Paasberg                                                               | geallieerde militairen, overig | Geoff van Ryssel                                    | 1 september 1987  | overig             | Paasberg 17, 6862 CB                      | Oosterbeek | 51° 59' 9" NB, 5° 50' 18" OL  | Monument aan de Paasberg                            |
| 319                             | Nederlands grafmonument                                                                | burgerslachtoffers, vervolgden Nederland, verzet Nederland                                                                                 |                                                     | 5 september 1997  | begraafplaats/graf | Van Limburg Stirumweg, 6861 WL            | Oosterbeek | 51° 59' 40" NB, 5° 51' 4" OL  | Nederlands grafmonument                             |
| 320                             | Dorset-monument                                                                        | geallieerde militairen, overig |                                                     | 16 september 1994 | plaquette          | Westerbouwing 1, 6862 VV                  | Oosterbeek | 51° 58' 33" NB, 5° 49' 21" OL | Dorset-monument                                     |
| 321                             | Airborne-monument                                                                      | geallieerde militairen, overig |                                                     | 17 september 1945 | beeld/sculptuur    | Plantsoen 1944, 6866 CG                   | Heelsum    | 51° 58' 57" NB, 5° 45' 39" OL | Meer afbeeldingen                                   |
| 322                             | Air Despatch Memorial                                                                  | geallieerde militairen | Tony Wheeler                                        | 18 september 1994 | gedenksteen        | Van Limburg Stirumweg, 6861 WL            | Oosterbeek | 51° 59' 40" NB, 5° 51' 4" OL  | Meer afbeeldingen                                   |
| 323                             | Airborne-monument                                                                      | geallieerde militairen, overig | H.W. Wesselink (architect), Jac Maris (beeldhouwer) | 17 september 1946 | zuil               | Utrechtseweg 232, 6862 AZ                 | Oosterbeek | 51° 59' 19" NB, 5° 49' 53" OL | Meer afbeeldingen                                   |
| 324                             | Gedenkzuil aan de Valkenburglaan                                                       | geallieerde militairen, overig |                                                     |                   | zuil               | Valkenburglaan to 1, 6861 AH              | Oosterbeek | 51° 59' 25" NB, 5° 49' 20" OL | Gedenkzuil aan de Valkenburglaan                    |
| 325                             | Monument aan de Fabriekstraat                                                          | militairen in dienst van het Ned. Kon. 1940-1945, burgerslachtoffers, verzet Nederland                                                     |                                                     | 31 december 1945  | gedenksteen        | Fabriekstraat 1, 6871 AW                  | Renkum     | 51° 58' 13" NB, 5° 43' 37" OL | Monument aan de Fabriekstraat                       |
| 326                             | Monument voor Bloemenkinderen                                                          | geallieerde militairen, overig |                                                     | 18 september 1998 | gedenkbank         | Van Limburg Stirumweg, 6861 WL            | Oosterbeek | 51° 59' 40" NB, 5° 51' 4" OL  | Monument voor Bloemenkinderen                       |
| 327                             | Oosterbeekse Boys                                                                      | burgerslachtoffers |                                                     |                   | overig             | Sportlaan 1, 6861 AG                      | Oosterbeek | 51° 59' 35" NB, 5° 49' 20" OL |                                                     |
| 328                             | Kindermonument                                                                         | algemeen |                                                     | 5 mei 1995        | overig             | Oranjeweg, 6861 BK                        | Oosterbeek | 51° 59' 22" NB, 5° 49' 51" OL | Kindermonument                                      |
| 329                             | Oorlogsmonument                                                                        | burgerslachtoffers | Frederik Hoevenagel                                 |                   | plaquette          | Gen. Urquhartlaan 4, 6861 GG              | Oosterbeek | 51° 59' 20" NB, 5° 50' 31" OL | Oorlogsmonument                                     |
| 330                             | Indië-monument                                                                         | militairen in dienst van het Ned. Kon. na 1945                                                                                             |                                                     | 25 april 1997     | plaquette          | Gen. Urquhartlaan 4, 6861 GG              | Oosterbeek | 51° 59' 20" NB, 5° 50' 31" OL | Indië-monument                                      |
| 331                             | Oorlogsmonument                                                                        | militairen in dienst van het Ned. Kon. na 1945, militairen in dienst van het Ned. Kon. 1940-1945, burgerslachtoffers, vervolgden Nederland | Ir. H.W. Wesselink                                  | 12 augustus 1950  | Kruis              | Van der Molenplein, 6865 HA               | Doorwerth  | 51° 58' 44" NB, 5° 48' 18" OL | Meer afbeeldingen                                   |
| 333                             | Herdenkingsmonument De vogel der overwinning                                           | algemeen, allen | Joop Haffmans                                       | 15 april 1994     | beeld/sculptuur    | Europalaan 66-68, 6871 BZ                 | Renkum     | 51° 59' 18" NB, 5° 45' 24" OL | Herdenkingsmonument De vogel der overwinning        |
| 2377                            | Monument voor de 21st Independent Parachute-Company                                    | geallieerde militairen, burgerslachtoffers                                                                                                 |                                                     |                   | beeld/sculptuur    | Stationsweg 2, hoek Utrechtseweg, 6862 AP | Oosterbeek | 51° 59' 16" NB, 5° 50' 25" OL | Monument voor de 21st Independent Parachute-Company |
| 2461                            | Gedenkmuur (1)                                                                         | burgerslachtoffers |                                                     |                   | gedenkmuur         | Wolfheze 2, 6874 BE                       | Wolfheze   | 52° 0' 18" NB, 5° 47' 22" OL  | Gedenkmuur (1)                                      |
| 2489                            | N.H. kerk en plaquette bij de lindeboom                                                | algemeen, geallieerde militairen |                                                     |                   | overig             | Benedendorpseweg 134, 6862 WN             | Oosterbeek | 51° 58' 41" NB, 5° 50' 16" OL | N.H. kerk en plaquette bij de lindeboom             |
| 2637                            | Monument aan de Westerbouwing                                                          | geallieerde militairen |                                                     |                   | plaquette          | Westerbouwing 1, 6862 VV                  | Oosterbeek | 51° 58' 33" NB, 5° 49' 21" OL | Monument aan de Westerbouwing                       |
| 2751                            | Gedenkmuur (2)                                                                         | burgerslachtoffers |                                                     |                   | gedenkmuur         | Wolfheze 2, 6874 BE                       | Wolfheze   | 52° 0' 18" NB, 5° 47' 22" OL  | Gedenkmuur (2)                                      |
| 3106                            | RAF monument                                                                           | geallieerde militairen |                                                     | 13 september 2004 | zuil               | Bentincklaan to 24, 6865 WH               | Doorwerth  | 51° 58' 40" NB, 5° 48' 9" OL  | RAF monument                                        |
| 3115                            | RAF-monument In 2023 werd de adelaar gestolen. In 2024 werd een nieuwe adelaar onthuld | geallieerde militairen | Jeanette Jansen in 2024                             | 15 september 2006 | zuil               | Utrechtseweg 232, 6862 AZ                 | Oosterbeek | 51° 59' 18" NB, 5° 49' 58" OL | Meer afbeeldingen                                   |
| 3426                            | Glidermonument                                                                         | geallieerde militairen |                                                     | 17 september 2009 | beeld/sculptuur    | Wolfhezerweg, 6874                        | Wolfheze   | 52° 0' 31" NB, 5° 47' 44" OL  | Meer afbeeldingen                                   |
| 3669                            | Luistersteen van de 'Liberation Route'                                                 | burgerslachtoffers, geallieerde militairen                                                                                                 |                                                     | 1 november 2011   | gedenksteen        | Utrechtseweg 232, 6862 AZ                 | Oosterbeek | 51° 59' 16" NB, 5° 49' 58" OL | Luistersteen van de 'Liberation Route'              |
| Dit oorlogsmonument op Wikidata | Oorlogsmonument Heveadorp                                                              | Heveanen |                                                     |                   | gedenkbank         | Beeklaan/Noorderlaan                      | Heveadorp  | 51° 58' 32" NB, 5° 48' 32" OL | Meer afbeeldingen                                   |
| Dit oorlogsmonument op Wikidata | Soldaat met bloemenmeisje                                                              | | Fransje Povel-Speleers                              | 3 september 2011  | beeld              | Hartensteinlaan                           | Oosterbeek | 51° 59' 19" NB, 5° 49' 58" OL | Soldaat met bloemenmeisje                           |
|                                 | Toren gemeentehuis                                                                     | Joden |                                                     |                   | plaquette          | Generaal Urquhartlaan 4, 6861 GG          | Oosterbeek | 51° 59' 19" NB, 5° 50' 31" OL | Toren gemeentehuis                                  |
|                                 | West van oude kerk                                                                     | |                                                     |                   | zuil               | tegenover Kerkpad 2, 6862 VZ              | Oosterbeek | 51° 58' 40" NB, 5° 50' 14" OL | West van oude kerk                                  |
| Dit oorlogsmonument op Wikidata | Herdenkingszuil Oude Kloosterweg                                                       | Johan Bosman | Hans Ariëns                                         | 14 september 2020 | zuil               | Oude Kloosterweg, 6874 VZ                 | Wolfheze   | 51° 59' 48" NB, 5° 47' 50" OL | Meer afbeeldingen                                   |
|                                 | Stolpersteine                                                                          | vervolgden Nederland | Gunter Demnig                                       |                   | reliëf             | Zie Stolpersteine in Renkum               | Renkum     |                               |                                                     |

Aalten ·
Apeldoorn ·
Arnhem ·
Barneveld ·
Berg en Dal ·
Berkelland ·
Beuningen ·
Bronckhorst ·
Brummen ·
Buren ·
Culemborg ·
Doesburg ·
Doetinchem ·
Druten ·
Duiven ·
Ede ·
Elburg ·
Epe ·
Ermelo ·
Harderwijk ·
Hattem ·
Heerde ·
Heumen ·
Lingewaard ·
Lochem ·
Maasdriel ·
Montferland ·
Neder-Betuwe ·
Nijkerk ·
Nijmegen ·
Nunspeet ·
Oldebroek ·
Oost Gelre ·
Oude IJsselstreek ·
Overbetuwe ·
Putten ·
Renkum ·
Rheden ·
Rozendaal ·
Scherpenzeel ·
Tiel ·
Voorst ·
Wageningen ·
West Betuwe ·
West Maas en Waal ·
Westervoort ·
Wijchen ·
Winterswijk ·
Zaltbommel ·
Zevenaar ·
Zutphen